# Instituto Federal da Bahia
Szövetségi Egyetem Bahia (Instituto Federal da Bahia, UFBA) Bahiában (Brazília) található egyetem.
A hallgatók tandíj fizetése nélkül tanulhatnak itt, mivel állami egyetem. Emiatt azonban jól kell teljesíteniük egy vizsgán, melyet évente egyszer tartanak. Akinek sikerül, ingyen tanulhat az egyetemen. Az IFBA-t 1910. június 2-án alapították. 2008-ban államosították.